# Mama (Fluss)
Die Mama (russisch Мама) ist ein 211 Kilometer (mit dem längeren Quellfluss Linke Mama 406 Kilometer) langer linker Nebenfluss des Witim in Ostsibirien (Russland, Asien).

## Verlauf
Die Mama entsteht in 439 m Höhe im Nördlichen Baikalhochland im Nordosten der Oblast Irkutsk aus den Quellflüssen Linke Mama (Lewaja Mama) und Rechte Mama (Prawaja Mama). Beide Quellflüsse entspringen an der Nordflanke des über 2.600 m hohen Oberen Angaragebirges (auch Werchneangarsker Gebirge, Teil des Stanowoihochlandes) im Norden der Republik Burjatien, die Linke Mama in etwa 1720 m Höhe, die Rechte Mama bei über 1900 m.
Beide Quellflüsse durchfließen das Hochland nördlich des Oberen Angaragebirges in vorwiegend nördlichen bis nordöstlichen Richtungen und erreichen unweit ihres Zusammenflusses die Oblast Irkutsk. Die Mama behält die nördliche Fließrichtung durch das allmählich niedriger werdende, nun Mittelgebirgscharakter tragende Bergland bei, bis sie schließlich bei der gleichnamigen Siedlung (und Verwaltungszentrum des Rajons Mamsko-Tschuiski) Mama in 207 m Höhe in den Witim mündet.
Wichtigste Nebenflüsse der eigentlichen Mama sind Kawerga und Konkuderi (auch Konkudera) von rechts. Bedeutendster Zufluss der Linken Mama ist die Maigunda von links, der Rechten Mama – der Dschjalokan von rechts.

## Hydrographie
Das Einzugsgebiet der Mama umfasst 18.900 km². In Mündungsnähe erreicht der Fluss eine Breite von über 200 Meter bei einer Tiefe bis 2 Meter; die Fließgeschwindigkeit beträgt hier 2,0 m/s.
Die Mama gefriert von Oktober bis Mai, worauf ein niederschlagsabhängig stark schwankendes, bis September andauerndes Sommerhochwasser folgt. Die Wasserführung bei der Siedlung Tschuktscha in Mündungsnähe beträgt im Jahresdurchschnitt 343 m³/s bei einem Minimum von 40,6 m³/s im März und einem Maximum von 1278 m³/s im Juni.

## Infrastruktur und Wirtschaft
Die Mama ist auf 110 Kilometern von der Einmündung des kleinen linken Zuflusses Bramja und der gleichnamigen kleinen Ansiedlung bis zur Mündung in den Witim schiffbar.
Das von der Mama und ihren Quellflüssen im Ober- und Mittellauf durchflossene Gebiet ist praktisch unbesiedelt. Am Unterlauf liegen mehrere Siedlungen, die ihre Blütezeit in der Mitte des 20. Jahrhunderts im Zusammenhang mit dem Glimmerbergbau hatten, wie Lugowski und Sljudjanka (von russisch sljuda für Glimmer; nicht zu verwechseln mit der gleichnamigen Stadt Sljudjanka am Baikalsee). Durch diese Siedlungen führt entlang des Flusses eine Straße, die das Verwaltungszentrum Mama mit den Bergbausiedlungen um Gorno-Tschuiski und Sogdiondon in den Tälern des westlich benachbarten Lena-Zuflusses Tschuja und seiner Nebenflüsse verbindet.